# Jules Bocandé
Jules François Bocandé (* 25. November 1958 in Ziguinchor, Senegal; † 7. Mai 2012 in Metz, Frankreich) war ein Fußballspieler und -trainer. Er gilt bis in die Gegenwart als eine „Galionsfigur des senegalesischen Fußballs“.

## Vereinskarriere
Jules Bocandé spielte zunächst bei Casa Sports Ziguinchor, einem Verein aus seinem Geburtsort, Fußball. Mit dieser Mannschaft wurde er 1979 senegalesischer Pokalsieger. Nachdem er mit dem Klub 1980 erneut im Pokalendspiel stand und sich dabei an einer Schlägerei beteiligte, wurde er vom nationalen Verband mit einer langen Sperre belegt. Daraufhin ging er nach Europa und spielte in Belgien für je zwei Jahre beim Drittligisten Royal US Tournai und anschließend beim erstklassigen RFC Seraing. Von dort holte ihn 1984 der französische Erstdivisionär FC Metz, der wenige Wochen zuvor gerade den Landespokalwettbewerb gewonnen hatte. Mit den Messins spielte er im oberen Tabellendrittel mit, schloss seine erste dortige Saison als Liga-Fünfter ab und entwickelte sich zu einem torgefährlichen Mittelstürmer. Die folgende Spielzeit 1985/86 beendete Metz auf Tabellenrang sechs, Bocandé hatte maßgeblich dazu beigetragen; mit 23 Punktspieltreffern sicherte er sich den Titel des besten Torjägers der Division 1. Zudem gewann er mit Metz den Vorgängerwettbewerb des Ligapokals, die „Coupe de l’été“. Dies führte dazu, dass der Hauptstadtverein Paris Saint-Germain ihn für 28 Mio. Francs aus seinem Vertrag herauskaufte. Zwar bestritt er für PSG sämtliche 38 Ligaspiele der Saison 1986/87, aber erzielte lediglich sechs Treffer, weil mit Dominique Rocheteau und dem gleichfalls zu dieser Saison neu verpflichteten Vahid Halilhodžić insgesamt drei torgefährliche Spieler in der Angriffsformation standen, die sich in der Spielanlage weniger ergänzten als sich gegenseitig Konkurrenz zu machen. Jules Bocandé äußerte später, dass insbesondere Rocheteau und Spielmacher Safet Sušić ihn regelrecht „geschnitten“ hätten. In der Abschlusstabelle belegten die zuvor als Favorit gehandelten Pariser den siebten Platz.
PSG verkaufte Bocandé, der dort monatlich 500.000 Francs verdient hatte, im Spätherbst 1987 an den OGC Nizza, bei dem der Stürmer fast vier Jahre lang blieb. Mit Ausnahme einer Saison (1988/89), in der die „Jungadler“ – Aiglons ist die bis ins 21. Jahrhundert gebräuchlichste Bezeichnung für die Spieler des Vereins – einen sechsten Platz in der Liga erreichten, spielte Jules Bocandé an der Côte d’Azur regelmäßig gegen den Abstieg. So musste der OGC 1990 als Drittletzter die Barrages gegen Racing Strasbourg bestreiten, konnte sich darin allerdings den Klassenerhalt sichern. Zu den sieben Treffern der Aiglons in diesen beiden Spielen steuerte Bocandé nur ein Tor bei, während sein Sturmpartner Robert Langers fünfmal erfolgreich war. Ein Jahr später verhinderte aber nicht einmal ein 14. Platz in der Abschlusstabelle, dass der OGC – aus finanziellen Gründen – vom Verband in die zweite Division „strafversetzt“ wurde. In dieser Saison konnte sich Bocandé mit zehn Punktspieltreffern noch einmal auf dem zehnten Rang unter den Ligatorjägern platzieren. Er wechselte daraufhin zum Aufsteiger Racing Lens, mit dem er einen achtbaren Platz im oberen Mittelfeld erreichte. Allerdings wurde er in nur 26 der 38 Ligaspiele eingesetzt und trug lediglich sechs Tore dazu bei. 1992 kehrte er, nach insgesamt 223 Einsätzen mit 70 Treffern in der Division 1, nach Belgien zurück, trug dort noch für ein Jahr in der zweiten Liga den Dress von Eendracht Aalst und beendete anschließend mit 34 Jahren seine Spielerkarriere.

### Stationen
- bis 1980 Casa Sports Ziguinchor
- 1980–1982 Royal US Tournai
- 1982–1984 Royal FC Seraing
- 1984–1986 FC Metz
- 1986–November 1987 Paris Saint-Germain FC
- Dezember 1987–1991 OGC Nizza
- 1991/92 Racing Lens
- 1992/93 Eendracht Aalst

## In der Nationalmannschaft
Jules Bocandé hat zwischen 1979 und 1993 insgesamt 73 A-Länderspiele für den Senegal bestritten und dabei 20 Tore geschossen. Als der Senegal sich 1986 nach fast zwei Jahrzehnten wieder für eine Afrikameisterschaft qualifizieren konnte, war er der „Schlüsselspieler“ dieses Erfolges. 1990 in Algerien erreichte er mit den „Löwen von Teranga“ – so die verbreitete Bezeichnung der Nationalmannschaft – das Halbfinale und im anschließenden Platzierungsmatch Rang vier. Als dieser Wettbewerb 1992 in seinem Heimatland ausgetragen wurde, beendete der Kamerun allerdings bereits im Viertelfinale weitergehende Hoffnungen, mit der Nationalelf einen Titel gewinnen zu können. Drei seiner Treffer im Nationaldress erzielte Bocandé während dieser Kontinentalturniere: ihm gelang je ein Tor gegen Mosambik (1986), Nigeria und Kenia (beide 1992).

## Trainertätigkeit und Privatleben
1994 berief der senegalesische Verband Jules Bocandé als Ko-Trainer an der Seite von Sarr Boubacar zum Nationalcoach. Diese Funktion hatte er während zwölf A-Länderspielen bis 1995 inne. Er gehörte auch danach über viele Jahre dem Trainerstab an und erfüllte seine Aufgabe selbst in Zeiten, als er aufgrund verbandsinterner Kompetenzstreitigkeiten und Zahlungsschwierigkeiten (Ende 2006) monatelang kein Gehalt bekam. Auch als der Senegal bei der Weltmeisterschaftsendrunde 2002 positiv von sich reden machte – die „Löwen“ scheiterten dort erst im Viertelfinale an der Türkei –, war er als Assistent von Bruno Metsu in Japan und Südkorea dabei.
Bocandé besaß daneben bis zu seinem Tod eine Diskothek und ein Sportartikelgeschäft in seiner Geburtsstadt, war dort außerdem als Beigeordneter des Bürgermeisters tätig. Zudem plante er, bei seinem ersten Verein Casa Sports ein Nachwuchszentrum aufzubauen. Anfang Mai 2012 kehrte er nach Metz zurück, um sich einem chirurgischen Eingriff zu unterziehen, der aufgrund arteriosklerotischer Veränderungen erforderlich geworden war. Dort starb er, erst 53-jährig, am 7. Mai.

## Palmarès
- Senegalesischer Pokalsieger 1979
- Gewinner des französischen Ligapokals 1986
- Torschützenkönig der Division 1 1986